# Juan Manuel Boselli
Juan Manuel Boselli, vollständiger Name Juan Manuel Boselli Graf, (* 9. November 1999 in Montevideo) ist ein uruguayischer Fußballspieler.

## Karriere

### Verein
Der 1,74 Meter große Offensiv- bzw. Mittelfeldakteur Boselli entstammt den Nachwuchsmannschaften von Defensor Sporting. Dort debütierte er am vierten Spieltag der Apertura 2017 in der Primera División, als er von Trainer Eduardo Acevedo beim 2:1-Heimsieg gegen Juventud in der 84. Spielminute für Gonzalo Bueno eingewechselt wurde.
Im Januar 2019 wurde Boselli nach Spanien an den CF Peralada ausgeliehen. Mit diesem sollte er in der Segunda División B antreten. Nach Beendigung der Saison 2018/19 endete das Leihgeschäft. Es schloss sich umgehend das nächste an. Boselli wurde im August 2019 nach Brasilien an Athletico Paranaense bis Ende 2020 ausgeliehen. Nachdem er in der Kaderplanung keine Rolle spielte verlieh Athletico Anfang September seinen Leihspieler bis Saisonende an América Mineiro aus. Bei dem Klub kam er aber zu keinen Einsätzen und kehrte zu seinem eigentlichen Arbeitgeber im Leihgeschäft Athletico zurück. Ab Oktober 2020 war er an den FC Cádiz ausgeliehen, für die er in der B-Mannschaft zum Einsatz kam. Nach Ablauf der Leihe wechselte er im August 2021 zum CD Tondela. Nach einem Jahr zog der Spieler innerhalb Portugals weiter und schloss sich dem Gil Vicente FC an.

### Nationalmannschaft
Boselli absolvierte unter Trainer Fabián Coito am 22. März 2017 bei der 0:1-Niederlage im Freundschaftsspiel gegen Argentinien sein erstes Länderspiel in der U-20-Auswahl Uruguays. Bislang (Stand: 18. Mai 2017) wurde er in dieser Altersklasse fünfmal (kein Tor) in der Nationalmannschaft eingesetzt. Er gehört dem Aufgebot Uruguays bei der U-17-Weltmeisterschaft 2017 an.